# قانون تابعیت هند
به
قانون تابعیت هند (انگلیسی: Indian nationality law) تایید شخصی به عنوان شهروند هند، طبق ماده ۵ تا ۱۱ (قسمت دوم) قانون اساسی هند می باشد. قانون مربوط به این موضوع، قانون شهروندی مصوب سال ۱۹۵۵ میلادی است که این قانون در سال های ۱۹۸۶، ۱۹۹۲، ۲۰۰۳، ۲۰۰۵ و ۲۰۱۵ اصلاح شده است

## شرایط کسب تابعیت هند[۱]
کسب تابعیت هند(Acquisition of Indian Citizenship) به تولد،تبار،ثبت نام و تقسیم می شود.

### کسبتابعیتاز طریقتولد(citizenship by born)
1_ افرادی که در بازه ی زمانی 26 ژانویه 1950 و قبل از 1 ژوئیه 1987 در هند متولد شده اند، صرف نظر از ملیت والدینشان هندی محسوب می شوند.
2_ افرادی که در بازه ی زمانی 1 ژوئیه 1987 و قبل 3 دسامیر 2004 در هند متولد شده اند، اگر یکی از والدینشان در زمان تولد شهروند هند باشد، هندی در نظر گرفته می شود
3_افرادی که از روز 3 دسامیر 2004 در هند متولد شده باشند، در صورتی که هم پدر و هم مادر در زمان تولد هندی باشند یا یکی از آن دو هندی باشد و دیگری مهاجر غیر قانونی نباشد، هندی در نظر گرفته می شوند

#### کسبتابعیتهنداز طریقتبار(citizenship by descent)
1_ افرادی که از روز 26 ژانویه 1950 تا قبل از 10 دسامیر 1992 در خارج از هند متولد شدند، در صورتی که پدرشان در زمان تولد تابعیت هند از طریق تولد را دارا باشد، هندی محسوب می شوند.اما در صورتی که پدرشان تابعیت هند از طریق تبار را دریافت کرده باشد، هندی محسوب نمی شود مگر اینکه تولدشان تا یک سال در کنسولگری هند ثبت شده باشد یا از حکومت مرکزی هند اجازه دریافت کرده باشند، بعد از مدت زمان مذکور.
2_ افرادی که از روز 10 دسامبر 1992 تا  قبل از 3 دسامبر 2004 در خارج از هند متولد شده باشند،اگر یکی از والدینشان در زمان تولد فرزند تابعیت هند از تولد را دارا باشد،هندی محسوب می شود. ولی در صورتی که یکی از والدین در زمان تولد فرزند تابعیت هند از طریق تبار را دارا باشد، هندی محسوب نمی شود مگر این که تا یک سال از زمان تولد در کنسولگری هند ثبت شده باشد یا از دولت مرکزی هند اجازه اخذ کنند البته بعد از بازه زمانی قید شده.
3_ افرادی که از روز 3 دسامیر 2004 به بعد در خارج از هند به دنیا آمده باشند، نمی توانند تابعیت هند را اخذ کنند مگر اینکه والدینشان اظهار کنند که فرزند گذرنامه کشور دیگری ندارد و تولد در کنسولگری هند ثبت شده باشد یا از دولت مرکزی هند اجازه دریافت کرده باشد، بعد از انقضای زمان مذکور.

##### کسب تابعیت هند از طریق ثبت نام(citizenship by registration)
1_ افرادی که نژاد هندی دارند و به طور معمول قبل از درخواست تابعیت 7 سال در هند اقامت قانونی داشته اند.
2_افرادی که با فردی که تابعیت هند دارند،ازدواج کنند بعد از 7 سال اقامتشان در هند می توانند در خواست تابعیت کنند.

##### کسب تایعیت هند از طریق قبول تابعیت(naturalization)
افراد خارجی که به طور قانونی 12 سال در هند اقامت داسته باشند(11 سال برای کسانی که 15 سالی که کمتر از 12 ماه در هند اقامت داشتند) و بقیه شایستگی هایی که در برنامه سوم قانون مهاجرت آمده است را داشته باشند.
1. ↑  «8-003a». indiancitizenshiponline.nic.in. دریافت‌شده در ۲۰۲۰-۰۴-۲۵.